# علم الأرض التاريخي
الجيولوجيا التاريخية هي استخدام مبادئ الجيولوجيا لإعادة بناء وفهم تاريخ الأرض. وهو يركز على العمليات الجيولوجية التي تؤدي إلى تغيير سطح وجوف الأرض، واستخدام علم وصف طبقات الأرض والجيولوجيا البنيوية وعلم الأحياء القديمة للتعرف على تسلسل هذه الأحداث. كما أنه يركز كذلك على تطور النباتات والحيوانات أثناء الفترات الزمنية المختلفة في المقياس الزمني الجيولوجي. وقد وفر اكتشاف النشاط الإشعاعي وتطوير مجموعة متنوعة من أساليب التأريخ الإشعاعي في النصف الأول من القرن العشرين وسيلة للتعرف على الأعمار المطلقة مقابل النسبية للتاريخ الجيولوجي.
الجيولوجيا الاقتصادية، التي تشير إلى البحث عن الطاقة والمواد الخام واستخلاصها، تعتمد بشكل كبير على فهم التاريخ الجيولوجي لمنطقة ما. والأهم من ذلك، يجب أن تتضمن الجيولوجيا البيئية كذلك المخاطر الجيولوجية المتعلقة الزلازل والبراكين معرفة تفصيلية بالتاريخ الجيولوجي.

## التطور التاريخي
كان نيكولاوس استينو، المعروف كذلك باسم نايلس ستينسين، أول من لاحظ وافترض المفاهيم الأساسية للجيولوجيا التاريخية. ومن بين هذه المفاهيم تظهر المستحاثات التي أتت في الأساس من المتعضيات الحية. ويتم في الغالب تجميع الملاحظات الأخرى، الأكثر شهرة، لتكوين قوانين علم وصف طبقات الأرض.
كما ساهم جيمس هاتون وتشارلز لييل في الفهم المبكر لتاريخ الأرض من خلال ملاحظاتهم في إدنبرة باسكتلندا فيما يتعلق بعدم التوافق الزاوي في وجه الصخور وقد كان لييل في واقع الأمر هو من أثر على تشارلز داروين بشدة في نظرية التطور الخاصة به من خلال رؤية أن  الحاضر هو مفتاح الماضي. وقد اقترح هاتون في البداية نظرية الوتيرة، التي تعد حاليًا مبدءًا أساسيًا في كل فروع الجيولوجيا. كما دعم هاتون كذلك فكرة أن الأرض قديمة للغاية مقارنة بالمفهوم السائد في هذا الوقت والذي كان يقول أن الأرض كان عمرها حوالي عدة ألفيات قليلة. وتصف نظرية الوتيرة الأرض التي تنشأ عن نفس الظواهر الطبيعية السارية اليوم.
والمفهوم السائد في القرن الثامن عشر في الغرب كان ينص على أن جزء قصير للغاية من تاريخ الأرض كانت تسيطر عليه أحداث كارثية. وقد كانت وجهة النظر هذه مدعومة بشدة من قبل معتنقي الديانات الإبراهيمية اعتمادًا على التفسير الحرفي بشدة للنصوص الدينية الخاصة بهذه الديانات. وقد واجه مفهوم الوتيرة مقاومة كبيرة، وقد نجم عن ذلك النقاش بين الكارثية والتدرجية في القرن التاسع عشر. وقد وفرت مجموعة كبيرة من الاكتشافات في القرن العشرين أدلة كثيرة على أن تاريخ الأرض ناجم عن عمليات تصاعدية تدرجية وأحداث كارثية مفاجئة. وتشكل الأحداث العنيقة مثل الاصطدام بالنيازك والانفجارات البركانية الضخمة سطح الأرض بالإضافة إلى عمليات متدرجة مثل التجوية والتعرية والترسيب بقدر كبير على مدار تاريخ الأرض. مفهوم الحاضر هو مفتاح الماضي - يشتمل على عمليات كارثية وكذلك تدرجية في نفس الوقت.

## تاريخ مختصر
| العصر     | الحقبة        | الفترة        | العهود         | البداية      |
| --------- | ------------- | ------------- | -------------- | ------------ |
| الفانروزي | الدهر الحديث  | العصر الرباعي | هولوسين        | 0.0117       |
| الفانروزي | الدهر الحديث  | العصر الرباعي | بليستوسين      | 2.558        |
| الفانروزي | الدهر الحديث  | نيوجين        | بليوسين        | 5.333*       |
| الفانروزي | الدهر الحديث  | نيوجين        | ميوسين         | 23.030*      |
| الفانروزي | الدهر الحديث  | باليوجين      | أوليجوسين      | 33.9*        |
| الفانروزي | الدهر الحديث  | باليوجين      | إيوسين         | 56.0*        |
| الفانروزي | الدهر الحديث  | باليوجين      | باليوسين       | 66.0*        |
| الفانروزي | حقبة وسطى     | كريتاسي       | كريتاسي متأخر  | 100.5*       |
| الفانروزي | حقبة وسطى     | كريتاسي       | كريتاسي مبكر   | حوالي 145.0  |
| الفانروزي | حقبة وسطى     | جوارسي        | جوراسي متأخر   | 163.5 ± 1.0  |
| الفانروزي | حقبة وسطى     | جوارسي        | جوراسي أوسط    | 174.1 ± 1.0* |
| الفانروزي | حقبة وسطى     | جوارسي        | جوراسي مبكر    | 201.3 ± 0.2* |
| الفانروزي | حقبة وسطى     | عصر ثلاثي     | ترياسي متأخر   | حوالي 235*   |
| الفانروزي | حقبة وسطى     | عصر ثلاثي     | ترياسي أوسط    | 247.2        |
| الفانروزي | حقبة وسطى     | عصر ثلاثي     | ترياسي مبكر    | 252.2 ± 0.5* |
| الفانروزي | [حقبة أولية   | عصر برمي      |                | 298.9 ± 0.2* |
| الفانروزي | [حقبة أولية   | كربوني        | بنسلفاني       | 323.2 ± 0.4* |
| الفانروزي | [حقبة أولية   | كربوني        | مسيسيبي        | 358.9 ± 0.4* |
| الفانروزي | [حقبة أولية   | عصر ديفوني    |                | 419.2 ± 3.2* |
| الفانروزي | [حقبة أولية   | عصر سيلوري    |                | 443.4 ± 1.5* |
| الفانروزي | [حقبة أولية   | عصر أردوفيسي  |                | 485.4 ± 1.9* |
| الفانروزي | [حقبة أولية   | كمبري         |                | 541.0 ± 1.0* |
| بروتروزي  | بروتروزي حديث | إيدياكاران    | ما قبل الكمبري | حوالي 635*   |
| بروتروزي  | بروتروزي حديث | كريوجيني      | ما قبل الكمبري | 850          |
| بروتروزي  | بروتروزي حديث | تونيان        | ما قبل الكمبري | 1000         |
| بروتروزي  | بروتروزي أوسط | استيني        | ما قبل الكمبري | 1200         |
| بروتروزي  | بروتروزي أوسط | إيكتاسي       | ما قبل الكمبري | 1400         |
| بروتروزي  | بروتروزي أوسط | كاليمي        | ما قبل الكمبري | 1600         |
| بروتروزي  | البروتيروزوي  | استاثيري      | ما قبل الكمبري | 1800         |
| بروتروزي  | البروتيروزوي  | أوروزيري      | ما قبل الكمبري | 2050         |
| بروتروزي  | البروتيروزوي  | رياسيان       | ما قبل الكمبري | 2300         |
| بروتروزي  | البروتيروزوي  | سيديري        | ما قبل الكمبري | 2500         |
| أركي      | أركي جديد     |               | ما قبل الكمبري | 2800         |
| أركي      | ميسوأركي      | 3200          | ما قبل الكمبري |              |
| أركي      | باليوأركي     | 3600          | ما قبل الكمبري |              |
| أركي      | إيوأركي       | 4000          | ما قبل الكمبري |              |
| هاديان    |               | 4567          | ما قبل الكمبري |              |